# 19315 Aizunisshinkan
19315 Aizunisshinkan è un asteroide della fascia principale interna. Scoperto nel 1996, presenta un'orbita caratterizzata da un semiasse maggiore pari a 2,333951 UA e da un'eccentricità di 0,144131, inclinata di 5,371648° rispetto all'eclittica. Ha un diametro di 3,718 km e un'albedo di 0,202.
Fa parte della famiglia di asteroidi Flora.
Durante il periodo Edo in Giappone, la Nisshinkan (1803–1868) era una scuola aperta per educare i figli dei signori feudali di Aizu nelle arti civili e militari. Esistevano fino a 250 scuole simili in tutto il Giappone, ma solo poche di esse avevano un osservatorio. Oggi, solo le rovine dell'osservatorio della Nisshinkan rimangono e sono aperte al pubblico.